# 达里亚普尔巴诺萨
达里亚普尔巴诺萨（Daryapur Banosa），是印度马哈拉施特拉邦Amravati县的一个城镇。总人口34398（2001年）。

## 人口
该地2001年总人口34398人，其中男性17764人，女性16634人；0—6岁人口4389人，其中男2243人，女2146人；识字率77.95%，其中男性为81.80%，女性为73.83%。